# Virgil Hodge

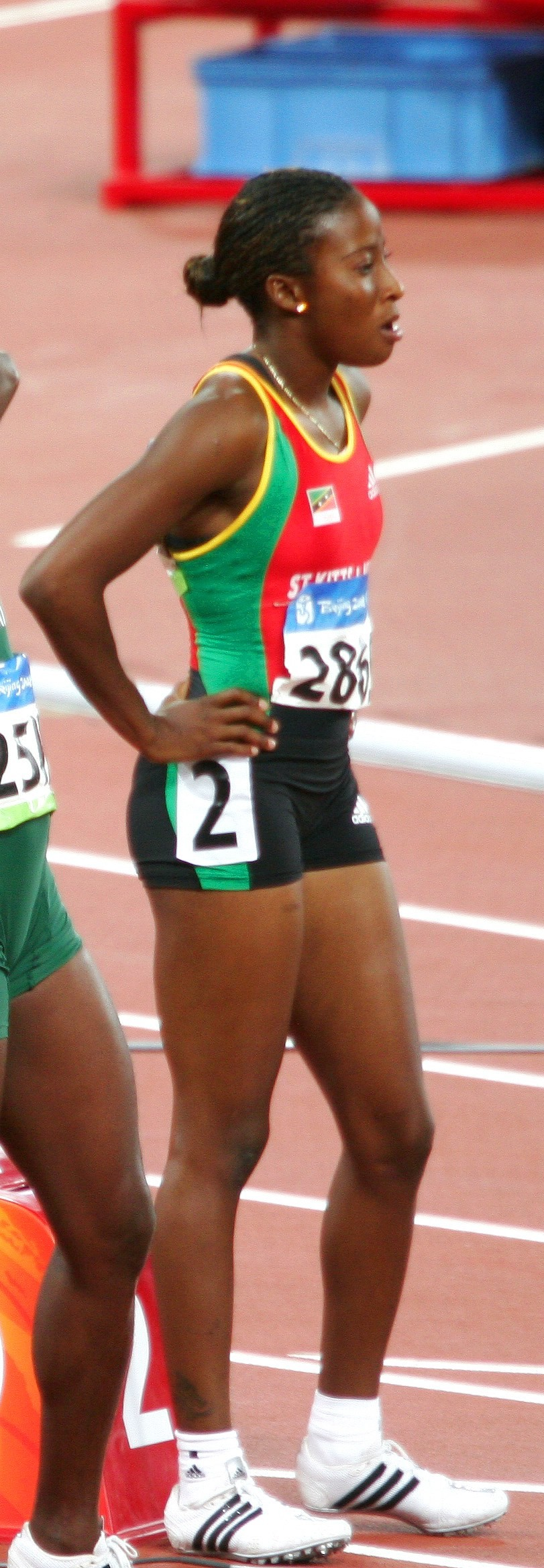
Virgil Hodge tại Thế vận hội mùa hè 2008

Virgil Hodge (sinh ngày 17 tháng 11 năm 1983) là một nữ vận động viên chạy nước rút từ Saint Kitts và Nevis, người chuyên về 200 mét. Cô được sinh ra ở Basseterre.
Tại Thế vận hội Mùa hè 2008 ở Bắc Kinh, cô đã thi đấu ở chặng nước rút 100 mét. Trong lượt chạy ở vòng một của mình, cô đứng thứ tư sau Muna Lee, Anita Pistone và Guzel Khubbieva, và bị loại. Tuy nhiên, thời gian 11,48 của cô là một trong mười lần thua nhanh nhất, đủ để tiến vào vòng hai. Ở đó, cô không thể vượt qua vòng bán kết vì thời gian 11,45 giây của cô là lần thứ tư trong lượt chạy.
Cô tốt nghiệp Đại học Texas Christian, nơi cô là một người biểu diễn hàng đầu trong nhóm theo dõi và lĩnh vực.

## Thành tựu
| Năm                               | Giải đấu                                                   | Địa điểm                          | Thứ hạng                          | Nội dung                          | Chú thích                         |
| Representing Saint Kitts và Nevis | Representing Saint Kitts và Nevis                          | Representing Saint Kitts và Nevis | Representing Saint Kitts và Nevis | Representing Saint Kitts và Nevis | Representing Saint Kitts và Nevis |
| --------------------------------- | ---------------------------------------------------------- | --------------------------------- | --------------------------------- | --------------------------------- | --------------------------------- |
| 2000                              | Central American and Caribbean Junior Championships (U-20) | San Juan, Puerto Rico             | 7th                               | 100 m                             | 12.31 (1.2 m/s)                   |
| 2002                              | CARIFTA Games (U20)                                        | Nassau, Bahamas                   | 5th                               | 100 m                             | 11.99                             |
| 2002                              | CARIFTA Games (U20)                                        | Nassau, Bahamas                   | 6th                               | 200 m                             | 24.80                             |
| 2002                              | Central American and Caribbean Junior Championships (U-20) | Bridgetown, Barbados              | 5th                               | 100 m                             | 11.87 (0.0 m/s)                   |
| 2002                              | Central American and Caribbean Junior Championships (U-20) | Bridgetown, Barbados              | 4th                               | 200 m                             | 24.29 (-0.9 m/s)                  |
| 2002                              | Central American and Caribbean Junior Championships (U-20) | Bridgetown, Barbados              | 3rd                               | 4 × 100 m relay                   | 46.65                             |
| 2002                              | World Junior Championships                                 | Kingston, Jamaica                 | 15th (sf)                         | 100m                              | 11.94 (wind: +0.7 m/s)            |
| 2002                              | World Junior Championships                                 | Kingston, Jamaica                 | —                                 | 200m                              | DQ                                |
| 2002                              | World Junior Championships                                 | Kingston, Jamaica                 | 9th (h)                           | 4 × 100 m relay                   | 46.14                             |
| 2003                              | Central American and Caribbean Championships               | St. George's, Grenada             | 11th (h)                          | 100 m                             | 11.82                             |
| 2003                              | Pan American Games                                         | Santo Domingo, Dominican Republic | 10th (h)                          | 200 m                             | 23.85                             |
| 2003                              | World Championships                                        | Paris, France                     | 35th (h)                          | 200 m                             | 24.17                             |
| 2004                              | South American U23 Championships                           | Barquisimeto, Venezuela           | 2nd (h)                           | 100m                              | 11.85 (wind: 0.0 m/s)             |
| 2004                              | South American U23 Championships                           | Barquisimeto, Venezuela           | 4th                               | 4 × 100 m relay                   | 45.46                             |
| 2005                              | Central American and Caribbean Championships               | Nassau, Bahamas                   | 6th (h)                           | 100 m                             | 11.43                             |
| 2005                              | Central American and Caribbean Championships               | Nassau, Bahamas                   | –                                 | 4 × 100 m relay                   | DNF                               |
| 2006                              | Central American and Caribbean Games                       | Cartagena, Colombia               | 3rd                               | 100 m                             | 11.52                             |
| 2006                              | Central American and Caribbean Games                       | Cartagena, Colombia               | 2nd                               | 200 m                             | 23.09                             |
| 2006                              | Central American and Caribbean Games                       | Cartagena, Colombia               | 5th                               | 4 × 100 m relay                   | 45.06                             |
| 2007                              | Pan American Games                                         | Rio, Brazil                       | 6th                               | 100 m                             | 11.40 (0.8 m/s)                   |
| 2007                              | Pan American Games                                         | Rio, Brazil                       | 4th                               | 200 m                             | 23.05 (-0.6 m/s)                  |
| 2007                              | Pan American Games                                         | Rio, Brazil                       | 5th                               | 4 × 100 m relay                   | 44.14                             |
| 2007                              | NACAC Championships                                        | San Salvador, El Salvador         | 6th                               | 100 m                             | 11.63                             |
| 2007                              | NACAC Championships                                        | San Salvador, El Salvador         | 1st                               | 200 m                             | 22.73                             |
| 2007                              | NACAC Championships                                        | San Salvador, El Salvador         | 5th                               | 4 × 100 m relay                   | 45.15                             |
| 2007                              | World Championships                                        | Osaka, Japan                      | 13th (sf)                         | 200 m                             | 23.06                             |
| 2008                              | Olympic Games                                              | Beijing, China                    | 23rd (qf)                         | 100 m                             | 11.45                             |
| 2008                              | Olympic Games                                              | Beijing, China                    | 19th (qf)                         | 200 m                             | 23.17                             |
| 2009                              | Central American and Caribbean Championships               | Havana, Cuba                      | 1st                               | 200 m                             | 23.41                             |
| 2009                              | Central American and Caribbean Championships               | Havana, Cuba                      | 1st                               | 4 × 100 m relay                   | 43.53 NR                          |
| 2009                              | World Championships                                        | Berlin, Germany                   | 24th (qf)                         | 100 m                             | 11.51                             |
| 2009                              | World Championships                                        | Berlin, Germany                   | 16th (sf)                         | 200 m                             | 23.19                             |
| 2009                              | World Championships                                        | Berlin, Germany                   | 11th (h)                          | 4 × 100 m relay                   | 43.98                             |
| 2010                              | World Indoor Championships                                 | Doha, Qatar                       | 27th (h)                          | 60 m                              | 7.61                              |
| 2011                              | Central American and Caribbean Championships               | Havana, Cuba                      | 9th (h)                           | 100 m                             | 11.79                             |
| 2011                              | Central American and Caribbean Championships               | Havana, Cuba                      | 14th (h)                          | 200 m                             | 24.28                             |
| 2015                              | NACAC Championships                                        | San José, Costa Rica              | 6th (sf)                          | 100m                              | 11.62 (wind: +1.2 m/s)            |

### Thành tích cá nhân tốt nhất
- 100 mét - 11,29 giây (2007) - kỷ lục quốc gia.[4]
- 200 mét - 22,68 giây (2007) - kỷ lục quốc gia.